# Różopole (Konin)
Pour les articles homonymes, voir Różopole.
Różopole (prononciation : [ruʐɔˈpɔlɛ]) est un village polonais de la gmina de Ślesin dans le powiat de Konin de la voïvodie de Grande-Pologne dans le centre-ouest de la Pologne.
Il se situe à environ 2 kilomètres à l'est de Ślesin (siège de la gmina), à 17 kilomètres au nord de Konin (siège du powiat) et à 96 kilomètres à l'est de Poznań (capitale régionale).
Le village possédait une population de 197 habitants en 2006.

## Histoire
De 1975 à 1998, le village faisait partie du territoire de la voïvodie de Konin.

Depuis 1999, Różopole est situé dans la voïvodie de Grande-Pologne.